# 草嬰
草嬰（1923年—2015年10月24日），原名盛峻峰，男，浙江镇海人，中国俄羅斯文學翻譯家。

## 生平
1923年生於浙江省镇海县（今宁波市镇海区），讀於上海雷士德工學院附中、松江中學、和江苏南通農學院。1941年开始为《时代杂志》、《苏联文艺》等刊物翻譯。
1956年，在上海作家協會專職從事蘇聯文學翻譯，主要翻译列夫·托尔斯泰、莱蒙托夫、肖洛霍夫诸家名作。1960年，54歲起開始翻譯《托爾斯泰小說全集》，共計12卷、400萬字。1960年，中蘇關係破裂，草嬰被迫接受“教育”。文革期間，肖洛霍夫定性為“蘇聯修正主義文藝鼻祖”，《靜靜的頓河》、《一個人的遭遇》都成了“修正主義的大毒草”。草嬰遭到了迫害。1969年夏天，患有胃出血，五天五夜滴水不進，胃被切去了四分之三。1975年冬天，被要求扛100斤重的水泥，結果十二节胸椎压缩性骨折。得不到治療，最後在硬木板上，躺了近半年。1987年在莫斯科国际翻译大会上荣获高尔基文学奖。先后担任中国翻译工作者协会副会长，上海市翻译家协会会长，中国作家协会上海分会副主席等职务。并是华东师范大学和厦门大学的兼职教授。
2015年10月24日，在東華醫院逝世。2019年3月23日，位于上海乌鲁木齐南路178号的草婴书房对外开放。

## 主要译著
- （苏联〕巴甫连柯 《幸福》
- 〔苏联〕戈尔巴朵夫 《顿巴斯》
- 〔苏联〕尼古拉耶娃 《拖拉机站站长和总农艺师》
- 〔苏联〕尼林 《试用期》
- 〔苏联〕肖洛霍夫 《被开垦的处女地》 第1部、第2部
- 〔苏联〕肖洛霍夫 《一个人的遭遇》、
- 〔苏联〕肖洛霍夫 《顿河故事》
- 〔苏联〕卡泰耶夫 《团的儿子》
- 〔苏联〕班台莱耶夫 《翘尾巴的火鸡》
- 〔苏联〕班台莱耶夫 《加里宁论文学和艺术》
- 〔俄国〕莱蒙托夫 《当代英雄》
- 〔俄国〕列夫·托尔斯泰 《高加索故事》
- 〔俄国〕列夫·托尔斯泰 《安娜·卡列尼娜》(上、下卷)
- 〔俄国〕列夫·托尔斯泰 《复活》
- 〔俄国〕列夫·托尔斯泰 《一个地主的早晨》
- 〔苏联〕肖洛霍夫《新垦地》 第1部、第2部
- 《托尔斯泰中短篇小说选》
- 托尔斯泰 《战争与和平》